# ダエア・ソカタ
ダエア・ソカタ（DAHER-SOCATA）はフランスの航空機メーカーである。個人向けの軽飛行機、ビジネス機を製造しており、自社開発機の他、エアバスやダッソーなど他社の部品製造も請け負っている。
社名はSOCATA、EADS-SOCATA、DAHER-SOCATA、DAHERと度々変わっているが、現代でも知名度の高いSOCATAのブランド名を使う代理店もある。本項目では以降ソカタに統一する。
ソカタの製品は全てプロペラ機であるが、レシプロ機だけでなくターボプロップ機も製造している。練習機としてはフランスを始めとしたヨーロッパのフライトスクールや航空会社の他、フランス空軍にも採用されている。
かつてはエアバス・グループだったこともあり、株式の30%はエアバスが保有している。

## 歴史
ソカタは1966年にモラーヌ・ソルニエがシュド・アビアシオンに統合された際、民間機部門が分離されてスタートした。社名はモラーヌ・ソルニエのゼネラル・アビエーション部門の名称である『ツーリング機およびビジネス機製造（Societe de Construction d'Aves de Tourisme et d'Affaires』を略したSOCATAとした。
2000年にEADSに買収されエアバス・グループに加わり『EADS Socata』となった。
2008年にはフランスのコングロマリットであるDAHERに株式の70%が売却され、『DAHER-Socata』となった。
2015年3月にはDAHERとの提携強化によりSOCATAのブランド名が消え『DAHER』となった。

## 機種

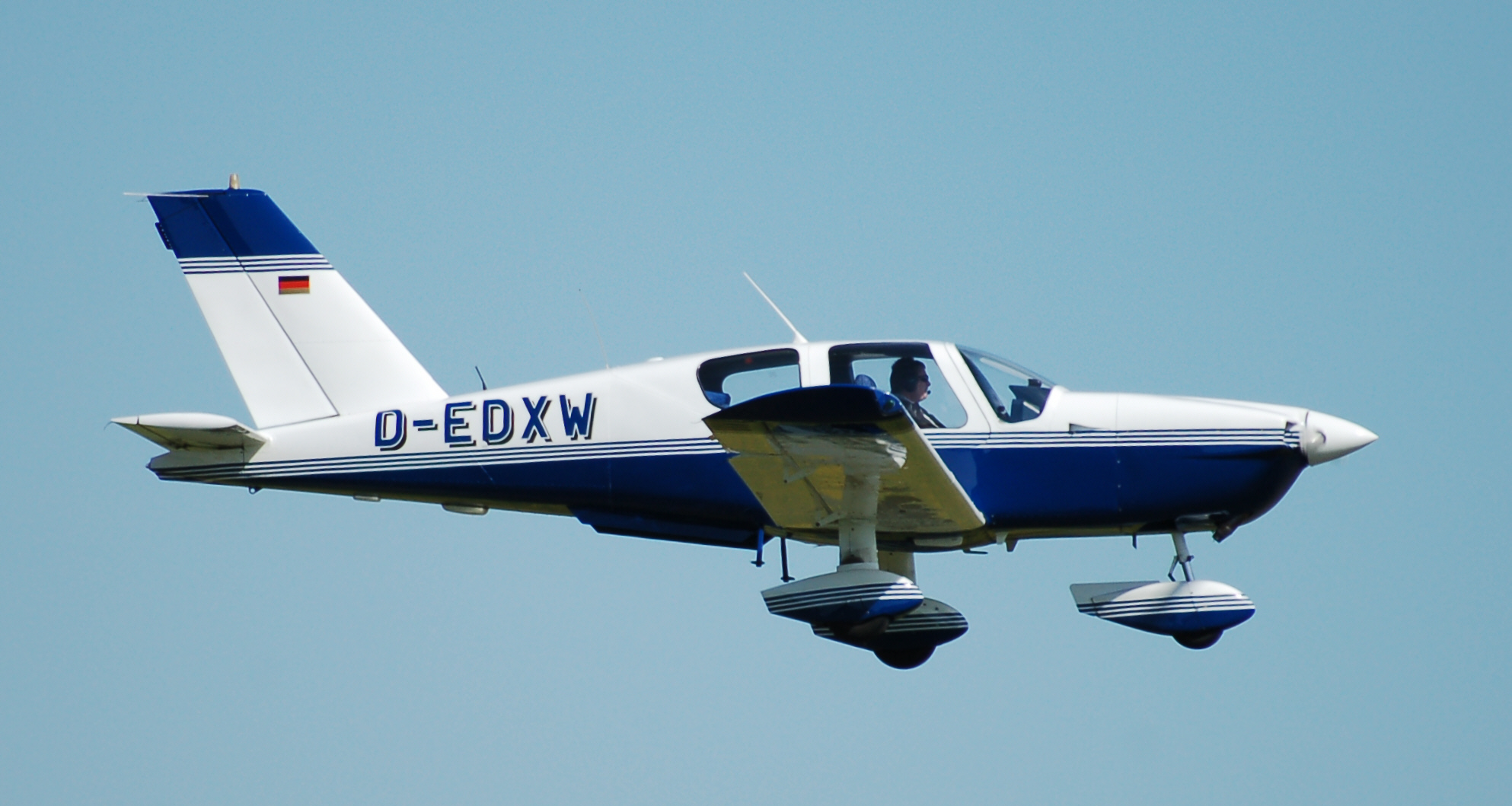
TB-10 トバゴ

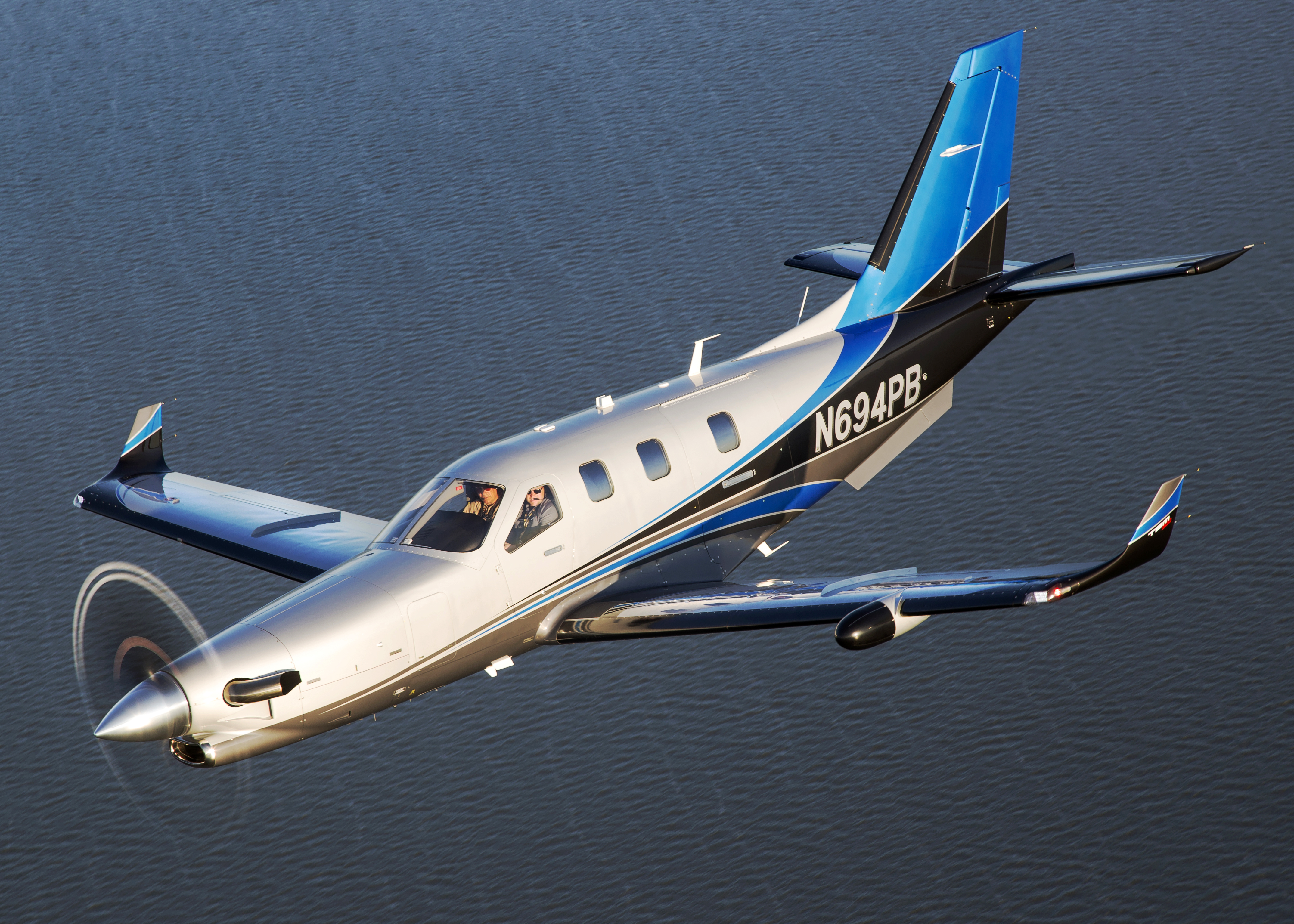
TBM-900

現在、単発ターボプロップビジネス機の『TBMシリーズ』を製造している。
- "ソカタ ラリー" シリーズ - 1959年に"モラーヌ・ソルニエ MS.800"として初飛行。1961年から販売が始まり、ソカタブランドで1980年代まで販売された。
- GY-80 ホライゾン（英語版） - フランス人航空機技術者イヴ・ガルダン（フランス語版）の設計した小型機。1960年に初飛行し、ソカタブランドでライセンス生産された。
- ST-10 ディプロメイト（英語版） - ホライゾンの発展型として開発され、元の名称は"スーパーホライゾン 200"であった。1967年に初飛行。
- "ソカタ TB" シリーズ - 1970年代より生産された小型機シリーズ。 2000年代に販売が縮小し、2012年にシリーズ全機種の販売が終了した。
  - TB-9 タンピコ/スプリント
  - TB-10 トバゴ
  - TB-20/21 トリニダード
  - TB-30 イプシロン - TBシリーズのフランス空軍向け練習機モデル。
  - TB-200 トバゴXL
- "ソカタ TBM" シリーズ - 単発ターボプロップビジネス機シリーズ。1988年に初飛行。
  - TBM-700/850
  - TBM-900/910/930